# Décès en 1079
Décès
- 1075
- 1076
- 1077
- 1078
- 1079
- 1080
- 1081
- 1082
- 1083

Cette page dresse une liste de personnalités mortes au cours de l'année 1079 :
- 11 avril ou 8 mai[1] : Stanislas de Szczepanów, évêque de Cracovie, saint patron de la Pologne.
- 12 juillet : Léon Ier de Cava, religieux italien (saint de l’Église catholique).
- 9 septembre : Jean d'Ivry, évêque d'Avranches.
- 2 octobre : Roman Sviatoslavitch, dit Roman le Rouge, prince de Tmutarakan (en).

- Adèle de France, ou Alix de France, duchesse de Normandie et comtesse de Flandre.
- Bernard de Millau, prélat français.
- Éon Ier de Penthièvre, régent de Bretagne et comte de Penthièvre.
- Guigues II d'Albon, comte en Grésivaudan et en Briançonnais.
- Ibn Muʿādh al-Jayyānī, mathématicien arabe.
- Wen Tong, peintre chinois.

date incertaine (vers 1079)
- Adélaïde de Savoie : aristocrate issue de la dynastie des Humbertiens.

## Crédit d'auteurs
- Cet article est partiellement ou en totalité issu de l'article intitulé « 1079 » (voir la liste des auteurs).